# Fladnitz im Raabtal
Pour les articles homonymes, voir Fladnitz.
Fladnitz im Raabtal est une ancienne commune autrichienne du district de Südoststeiermark en Styrie qui a été rattachée à la commune de Kirchberg an der Raab le 1er janvier 2015.